# Fansub
Een fansub (afkorting voor fan subtitled, fan-ondertiteling) is een versie van een buitenlandse film of tv-programma waaraan fans ondertiteling hebben toegevoegd in hun eigen taal. Meestal wordt hiermee de fan-vertaling van een anime bedoeld.
Traditionele fansubs werden verspreid via videobanden en andere videoformaten en waren van een aanzienlijk lagere kwaliteit dan het origineel. Het aantal kijkers van fansubs was in die tijd nog erg laag. Met de komst van breedband internet en digitale videoformaten eind 20e eeuw is de distributie verschoven van videobanden naar internet. Fansubs werden zo voor een groter publiek bereikbaar en zijn bovendien van een veel betere kwaliteit dan in de beginjaren.
Onder de vertalers heeft altijd een bepaalde gedragscode bestaan. Deze houdt onder andere in dat er geen winst gemaakt mag worden op fansubs. Ze zijn van en voor fans en mogen daarom niet meer kosten dan het gekost heeft om ze te maken (de kosten van de lege videoband en distributie). Om die reden worden fansubs nog altijd gratis verspreid.
Een ander punt uit deze gedragscode is dat de vertaler dient te stoppen met het ondertitelen van een bepaalde serie wanneer deze is gelicenseerd in zijn of haar eigen land. Deze gedragscode wordt tegenwoordig echter minder gehandhaafd dan vroeger. Tegenwoordig worden ook series die al gelicenseerd zijn, zoals One Piece, Bleach en Naruto nog steeds ondertiteld door fansubbers voor de fans van de Japanse versie of ze worden zelfs 'geript' van een officiële vertaling en gratis verspreid.